# Leopold Engleitner
Leopold Engleitner (nace, Aigen-Voglhub, 23 de julio de 1905; muere, 21 de abril de 2013), víctima superviviente del Holocausto de los nazis austríacos como objetor de conciencia. Publica su experiencia en la que vive en aquella época junto con sus otros compañeros estudiantes de la biblia, testigos de Jehová. Es uno de los sobrevivientes más antiguos de los campos de concentración de Buchenwald, Ravensbrück y Niederhagen.
Engleitner es reconocido con el Mérito de Oro de la República de Austria y de la Orden del Mérito de la Orden del Mérito de la República Federal de Alemania.

## Vida
Crece en la ciudad imperial de Bad Ischl; en la cual, cuando niño, tiene varios encuentros en diferentes ocasiones con el emperador Francisco José. A principios del año 1930, empieza a familiarizarse intensamente con la Biblia, la que según él, le hace mudar de opinión en cuanto a cambiarse de religión; pese a que se lo critica, por sus mismos parientes, amigos y la propia sociedad que lo rodea, él decide bautizarse en 1932 como Testigo de Jehová. A partir de ese entonces soporta la intolerancia religiosa, aún por parte de su entorno y las propias autoridades del régimen fascista de Dollfuss. Cuando Adolf Hitler ocupa Austria en 1938, Leopold Engleitner, está en conflicto con el nacionalsocialismo, por sus creencias bíblicas y su recién adquirida religión, pues no está dispuesto a renegar de su misma fe, es decir, ahora, ni siquiera transigir por servir en el ejército alemán.

## La prisión y la guerra
La Gestapo lo arresta en Bad Ischl el 4 de abril de 1939, y se lo detiene en las prisiones de Linz y Wels. En el 9 de octubre de 1939 hasta el 15 de julio de 1943 se lo apresa en los campos de concentración de Buchenwald, Niederhagen y Ravensbrück. En su asinamiento, en el campo de concentración de Niederhagen, Leopold Engleitner se niega a firmar la “solapa” (Declaración), que de hacerlo así, implica para él que reniega de su fe, aunque esto le daría poder para salir del campo. Pese a que recibe en aquellos campos de concentración un trato extremadamente cruel, no consiguen quebrantar su voluntad de luchar por los principios, que él considera, que son justos, y prosigue en negarse a enrolarse en su ejército. En julio de 1943, el doctor, encargado en revisar a los prisioneros, ve que él tiene parte de la piel corroída por piojos, que las palizas que le han propinado le dejan sordo de un oído, que su cuerpo está cubierto de heridas llenas de pus, y que después de cuarenta y seis meses de privaciones, hambre constante y trabajos forzados, su peso es de poco más de 28 kilos (54 libras), situación que hace que quiera deshacerse de él ya; y que se le cambien de condena; sin ponerle condición alguna; en la que él tenga que renegar de su fe, a una condena fuera del campo de concentración de Ravensbrück, para servir "de toda la vida a trabajo forzado en la agricultura".
Hasta el 17 de abril de 1945, que él trabaja en una granja de St. Wolfgang, cerca de una comunidad donde está su casa, a solo tres semanas antes de que finalice la guerra, recibe la orden de reclutamiento por parte del ejército alemán. Engleitner hace ningún caso de esto y huye a las montañas de Salzkammergut. Allí se esconde en la cabaña de Meistereben y aún hasta en una cueva. Los nazis lo persiguen durante semanas (como si fuera un animal), pero no dan con él.
El 5 de mayo de 1945, Engleitner finalmente es capaz de volver a casa, y él continúa en el mismo trabajo, que se lo asignaron los nazis, en la misma granja en St. Wolfgang, como obrero esclavo. Cuando en 1946 trata de salir de aquella granja, su petición se la rechaza por la agencia de empleos de Bad Ischl, con el argumento de que su deber como trabajo de esclavo (en la ocupación nazi) sigue vigente. Solo después de una intervención de la potencia ocupante EE. UU. queda libre de esa obligación, en abril de 1946.

## Período de la posguerra
En los años posteriores a la guerra, Leopold Engleitner continúa en su enfrentamiento al aislamiento y a la intolerancia. Solo después de que el autor y productor de cine Bernhard Rammerstorfer documenta su vida en 1999 en el libro y la película documental No en lugar de Sí y amén (tema traducido del alemán), se convierte, ahora, en un personaje que se admira y que se está al tanto de él en su propia localidad. Ya que celebran conferencias en universidades, escuelas y monumentos en Alemania, Italia, Austria, Suiza y los EE. UU..
En 2004, el libro y la película se traducen en una versión al inglés, que se la llama Unbroken Will, y se la presentan en los EE. UU. con una gira que incluye el United States Holocaust Memorial Museum en Washington DC, la Universidad de Columbia en Nueva York y el Centro Simon Wiesenthal en Los Ángeles.
En 2006, hacen un segundo viaje a través de los Estados Unidos. Ellos dan conferencias en Washington D. C., (en la Universidad de Georgetown y la Biblioteca del Congreso), Nueva York (Universidad de Columbia), Chicago (a Harold Washington College), Skokie (por la Fundación Memoria del Holocausto de Illinois), Palo Alto, en el San Francisco Bay Area (Universidad de Stanford) y Los Ángeles (en el Museo de Los Ángeles del Holocausto).
La ubicación de su tercera gira de conferencias 2009 EE. UU. son las siguientes: la Universidad de Harvard, Cambridge, Massachusetts, Florida Holocaust Museum, San Petersburgo, Florida, el Teatro Palladium en St. Petersburg College, Florida, Los Angeles Museum of the Holocaust, California, la Universidad de California, Los Ángeles (UCLA), el Colegio de Moorpark, California, Ronald Reagan Presidential Library, California.
Aunque ya está muy adentrado en edad, para el periodo de 1999 a 2012, de todas maneras, viajan más de 95.000 kilómetros a través de Europa y los EE. UU. para las escuelas, los lugares conmemorativos, y universidades como un testigo de la historia, que se asegura de que el pasado nunca se olvide; y así, pasar, de lo que antes se lo considera como de fanático religioso, a convertirse en un testimonio vivo de tolerancia y paz, aún dentro de su misma comunidad.
En 2008, 2009 y 2011, se presenta su biografía en la Feria del Libro de Frankfurt, la mayor feria del libro del mundo. En 2009, presenta la traducción al ruso de su biografía en Moscú.

## Honra al mérito
La historia de Leopold Engleitner se la considera por los testigos de Jehová como un testimonio de fe, según dicen ellos mismos, aún para santificar u honrar a su Dios Jehová; y aún de coraje, en la que enfrenta hasta al régimen de terror de Hitler.
En diciembre de 2007 , el Consejo Municipal de la ciudad de Bad Ischl, Austria, en su reunión anual, honran a Engleitner con el Anillo de Honor. Ya que como testigo de Jehová toma postura firme, rechaza el servicio militar y es uno de los supervivientes a los campos de concentración nazis. Como el sobreviviente más antiguo de los campos de concentración de Buchenwald , Niederhagen y Ravensbrück , Engleitner recibe el Mérito de Oro de la República de Austria , Mérito de Plata de la Alta Austria, y el de la Asociación al Mérito (de la Orden del Mérito) de la República Federal de Alemania.